# Tragedia de la Cueva del Gato de 1976
Se conoce como Tragedia de la Cueva del Gato el accidente y encierro de cinco espeleólogos alicantinos que tuvo lugar en diciembre de 1976 en el sistema cavernario de Hundidero-Gato (Montejaque y Benaoján, provincia de Málaga, España) en el cual perdió la vida uno de ellos, José Manuel Vera Catral. El alto nivel del agua y las fuertes corrientes en la laberíntica cueva fueron la causa de la muerte del espeleólogo y del encierro de sus compañeros durante varios días. Fue de uno de los rescates más complejos realizados en España hasta la fecha y no fue el último accidente mortal en esta cueva.

## Cronología de los hechos[5]

#### Domingo, 5 de diciembre de 1976
Los espeleólogos Manuel Dionisio, Amancio Ballester Spiteri, Juan Antonio Zaragoza, Eloy Parra y José Manuel Vera Catral se introducen el sistema Hundidero-Gato, por la boca del Hundidero, a primera hora de la tarde con el objeto de realizar una travesía que había de finalizar con la salida por la boca de la Cueva del Gato, prevista para la mañana del lunes. En el exterior queda la novia de uno de ellos y un amigo.

#### Lunes 6 de diciembre de 1976
El lunes por la mañana, y ante la falta de noticias, el Comité Regional Sur de Espeleología da la voz de alarma. Mientras tanto, en el interior, los cinco espeleólogos alcanzan la Galería los Toriles. En las primeras horas de la noche, intentando continuar, son arrastrados por el agua durante un espacio de 300 metros y caen con fuerza en la llamada Galería de la Presa, donde son lanzados contra los restos de hierros y cemento allí existentes, restos de las obras de la antigua presa de los Caballeros. El golpe hace reventar el bote que portaban, que queda inútil, y les hace perder parte de sus vituallas. A pesar de esto, ellos no resultan heridos y logran alcanzar una cornisa. Una vez juntos, discuten sobre la conveniencia de continuar o esperar en ese punto un posible rescate, ya que volver resulta imposible con sus medios, debido a la corriente. Pensando en que la única vía de salida habría de estar por la boca de la Cueva del Gato, continúan adelante. Asegurados y encordados, avanzan otro centenar de metros hasta la zona llamada Cabo de las Tormentas.
En la madrugada del lunes hay un relevo y José Manuel Vera se posiciona como hombre de punta para abrir camino a sus compañeros. Se introduce de nuevo en la corriente para alcanzar una cornisa situada frente a la que se encontraban, pero la fuerza del agua lo succiona. Su compañero Juan Antonio Zaragoza se lanza al agua para llegar hasta él, pero ante el peligro de ser también succionado ha de retroceder. Intentan recuperar a José Manuel mediante tracción de la cuerda, pero los esfuerzos son inútiles. Al cabo de una hora, la cuerda que lo sujetaba se rompe debido al roce con la roca y su cuerpo desaparece entre las aguas. Tras este suceso, sus compañeros deciden esperar allí un contacto con el exterior. 
En la mañana del lunes día 6, sigue lloviendo en Benaoján. Los que habían quedado fuera de la cueva piden a la Guardia Civil que localice a alguien que penetre en busca de los desaparecidos. Al mediodía, llegan algunos grupos a la zona que intentan la entrada por la Cueva del Gato, sin éxito alguno, en la tarde y noche de ese día.

#### Martes, 7 de diciembre de 1976
El martes día 7, y pasadas 24 horas de la salida prevista por los alicantinos, se solicita la presencia de grupos espeleológicos andaluces. Por la tarde deja de llover. Se reúnen unas cincuenta personas y se realiza una asamblea para planificar los trabajos. La cantidad de agua que sale por la boca del Gato hace pensar que algunos puntos de la cavidad se encuentran totalmente inundados, así que se opta por intentar el rescate por la boca del Hundidero, con la esperanza de que los desaparecidos no hubieran atravesado la zona llamada Cabo de las Tormentas. Entra, pues, en la cavidad, un equipo subdividido en dos: por un lado, dos personas que usarían trajes de neopreno e irían a nado para mayor rapidez; por el otro, cuatro personas que usarían botes neumáticos y tendrían la misión de asegurar todos los pozos y rápidos de agua para garantizar el retorno contra corriente. A medida que van penetrando, se observa que la crecida del nivel del agua llega en algunos casos a desorientar, por encontrarse inundados la mayoría de los pasos y gateras que se usan normalmente. En este primer intento no se encuentra rastro alguno de los cinco compañeros, y por seguridad se retrocede cerca de la Galería de la Presa.

#### Miércoles de madrugada
El miércoles de madrugada, y sin que hubiese salido aún el anterior, penetra un nuevo grupo para continuar el avance, portando botes neumáticos. Por la tarde sale este último equipo, que ni siquiera llega a alcanzar lo ya conseguido debido a la difícil maniobrabilidad con los botes. Se solicita entonces la colaboración del Ejército y de grupos espeleológicos de otras regiones. En primer lugar acude la Unidad de Operaciones Especiales del Tercio de la Armada de Infantería de Marina de San Fernando, con una dotación de un Comandante, dos oficiales, dos suboficiales y veintidós soldados, así como material consistente en trajes de neopreno, botellas de aire, chalecos, linternas, cuerdas, etc., que amplían y refuerzan considerablemente el ya existente.

#### Jueves, 9 de diciembre de 1976
La mañana del jueves se cumplen cuatro días de la prevista salida de los alicantinos. Las tareas de búsqueda atraen a la zona a los medios de comunicación y a numerosos curiosos. En el interior, los cuatro espeleólogos atrapados continúan parados en la cornisa en espera de la ayuda exterior, pero viendo que habían transcurrido tres días desde la desaparición de José Manuel, deciden improvisar una pequeña balsa con los restos del bote neumático y con troncos por allí existentes, para lanzarse a la corriente con la esperanza de llegar hasta la llamada Sala de las Dunas, a unos 700 metros de la boca del Gato, para esperar allí a los equipos de rescate o bien intentar salir por sus propios medios. Consiguen llegar, tras luchar durante más de diez horas contra la corriente de la llamada Galería del Aburrimiento, yendo de piedra en piedra, y de pared contra pared, descansando algunas veces unos minutos agarrados a un asidero para no ser arrastrados. En el recorrido, a Juan Antonio Zaragoza se le rompe el brazo por cuatro sitios. También atraviesan una distancia de 60 metros bajo el agua llevados por el rápido que formaba una gran cascada. Alcanzado, pues, este lugar, vuelven a vivaquear y deciden esperar allí hasta ser rescatados. Esta determinación les salvaría la vida, pues de continuar se habrían visto atrapados en sifones inundados. 
Ante llegada de la Unidad de Operaciones Especiales (UOE), la de otros grupos espeleológicos y la bajada del nivel del agua debido al cese de la lluvia, se replantea la planificación de la actividad. Al no ser los miembros de la UOE especializados en la espeleología, el comandante-jefe pone a disposición de los espeleólogos del Comité Regional Sur de Espeleología todo el material con el que cuentan, dedicándose la UOE a otras tareas: algunos de ellos penetran en la cavidad integrados en equipos de apoyo e introducción de material; otros custodian las dos bocas del Complejo; y otros cubren las misiones de enlaces y transportes entre las dos bocas, almacén de material, “cuartel general”, etc., ya sea por medio de sus radioteléfonos o con los vehículos todoterreno. 
Al ser menor el nivel de agua por la boca de la Cueva del Gato, se intenta también la entrada por este lugar mediante diversas escaladas por los techos, ya que el agua sigue ocupando casi toda la superficie inferior. También se pide ayuda económica a diversos organismos oficiales, lo que permite organizar un servicio de comedor permanente y habilitar unos dormitorios en los locales escolares de Benaoján.

#### Viernes, 10 de diciembre de 1976
Ese mismo jueves y el viernes día 10, se sigue avanzando con resultados infructuosos. En la Cueva del Gato, un componente de los equipos que actuaban allí sufre una caída y se fractura un brazo, por lo que debe ser evacuado hacia un centro hospitalario. Sigue sin llover y baja el agua, lo que permite progresar más por la boca inferior que por el Hundidero. Llegan nuevos grupos de Valencia y Cataluña. Pasan las cien horas desde la voz de alarma, cuando se produce la visita del gobernador civil de Málaga para interesarse por los trabajos.

#### Sábado, 11 de diciembre de 1976
A las 19:40 uno de los soldados de la UOE notifica a su comandante que los cuatro espeleólogos supervivientes han sido encontrados a unos 800 metros de la entrada. Al salir éstos al exterior, dan cuenta de la desaparición de José Manuel Vera Catral. No se supo antes, porque al tomar contacto con los rescatados se les preguntó desde lejos si estaban bien y habían respondido afirmativamente.

#### Madrugada del lunes
El lunes de madrugada sale el último equipo de rescate por Hundidero, que estaba ajeno a la noticia del desenlace del salvamento. En su poder traían el casco de José Manuel, que habían encontrado cerca de donde fue tragado por las aguas, y que le había sido arrancado por la corriente. Se realiza una reunión entre los representantes de los grupos, los alicantinos, dirigentes federativos y el comandante-jefe de la UOE., llegándose a la conclusión de que José Manuel habría perecido ahogado antes de que se partiese la cuerda que lo sujetaba, y aun a pesar de lo anterior, sin el casco en su poder, difícilmente habría evitado los golpes en la cabeza al ser juguete de los rápidos. Se suspende el rescate habida cuenta de esto y de las condiciones en que se hallaba la cavidad, para no poner en riesgo más vidas humanas. Esta decisión llevaría bastante críticas por algunos sectores de la opinión pública, que apuntaban la posibilidad de que estuviera malherido en alguna cornisa. Se argumentó que la Galería del Aburrimiento no había sido recorrida por los equipos de rescate, por lo que podría estar allí, si bien sus compañeros pasaron por allí y no lo vieron.

## Hallazgo del cadáver de José Manuel Vera Catral
Cuando el nivel del agua lo permitió, los equipos de búsqueda siguieron recorriendo la cueva durante las siguientes semanas. En marzo de 1977 se da por concluida la operación al ser encontrado el cadáver de José Manuel en un punto cercano a la Sala de las Dunas, donde en aquellos días el agua llegaba a los cinco metros de altura. La autopsia dio como resultado muerte por asfixia. En el lugar donde cayó, una placa recuerda el hecho: “Aquí perdió la vida entre las aguas el espeleólogo José Manuel Vera Catral el día 6 de diciembre de 1976 abriendo paso en punta a sus compañeros”. 

## Documental sobre la tragedia[6]
En 2017 salió a la luz un documental inédito que narra el siniestro, y que fue grabado y realizado por amigos de los supervivientes, íntegramente entre 1976 y 1977, en formato cinematográfico Super-8. Tras su digitalización, fruto de la iniciativa del “Proyecto Hundidero-Gato” y la productora La Ventana Invisible con la colaboración del Ayuntamiento de Benaoján, el documental fue proyectado en el Teatro Municipal de Benaoján (Málaga) el 4 de febrero de 2017, con el título «1976: Infierno en Hundidero-Gato», donde el interés que suscitó obligó a los organizadores a realizar dos pases.

## Homenaje a José Manuel Vera Catral

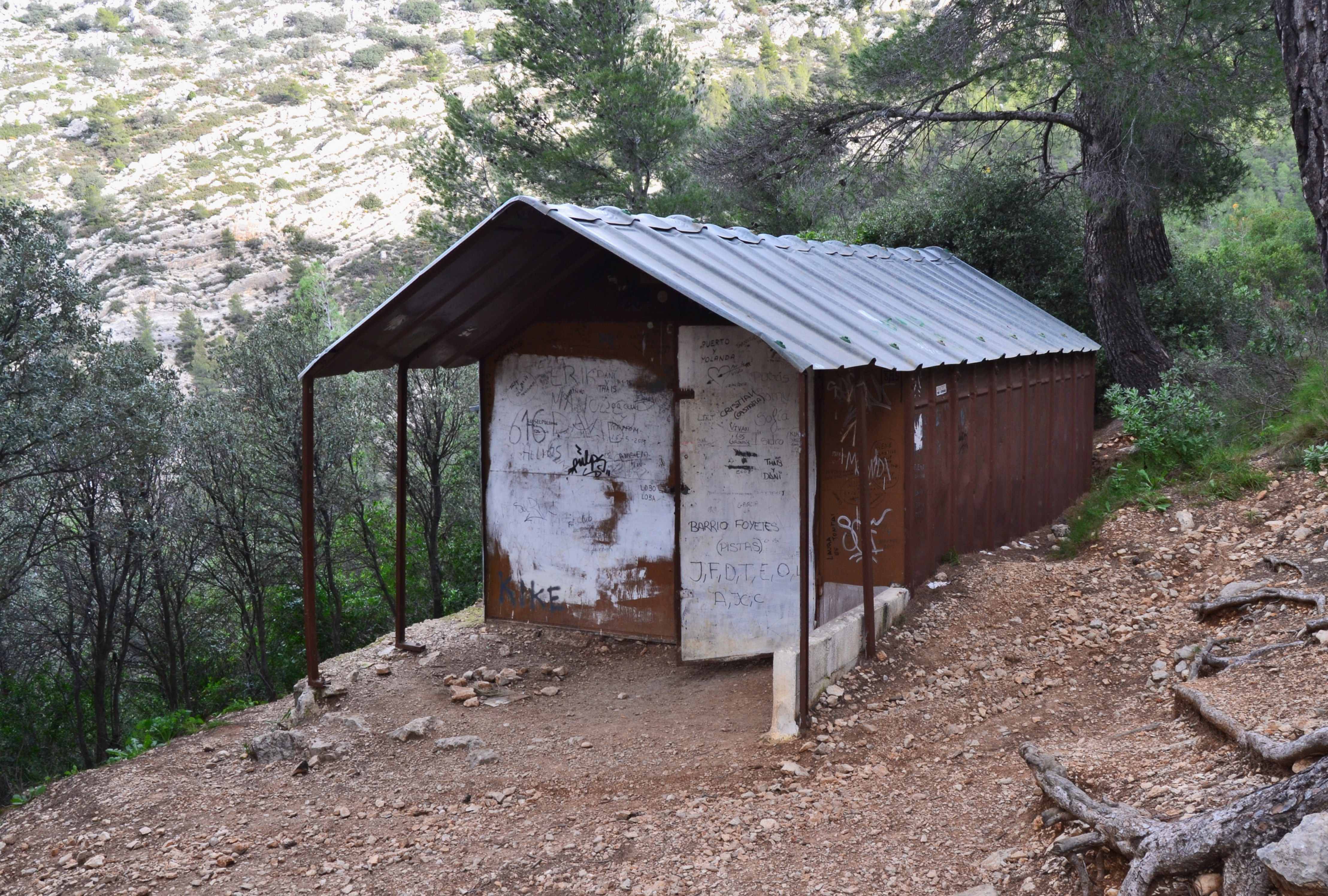
Refugio José Manuel Vera, en Finestrat, en homenaje al espeleólogo fallecido.

Actualmente, un refugio de montaña de la localidad alicantina de Finestrat, a los pies de la montaña Puig Campana, lleva el nombre de José Manuel Vera Catral, en homenaje al fallecido en la Cueva del Gato.